# Battaglia del Monte Corno

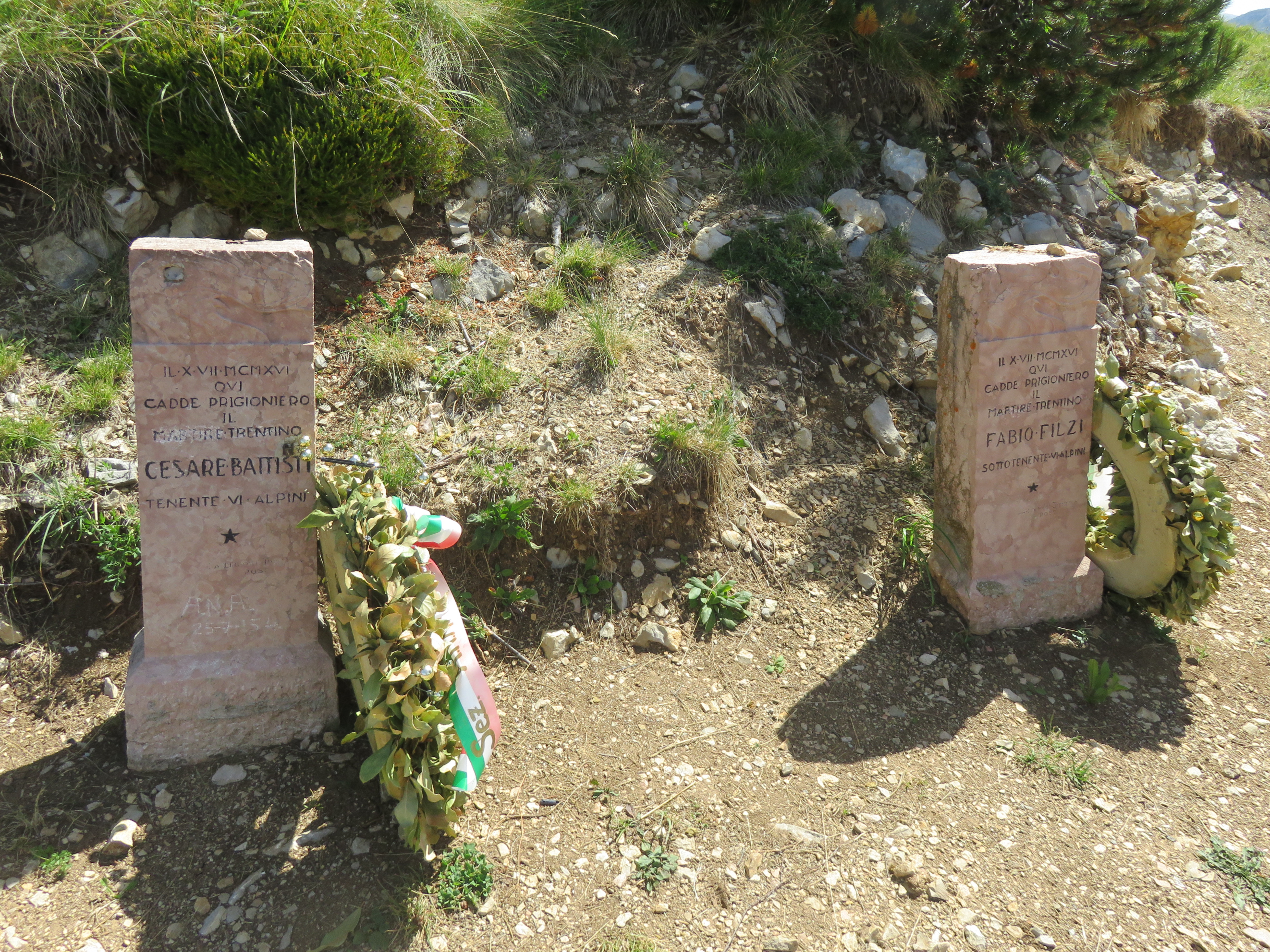
Cippi sul Monte Corno dedicati a Cesare Battisti e Fabio Filzi

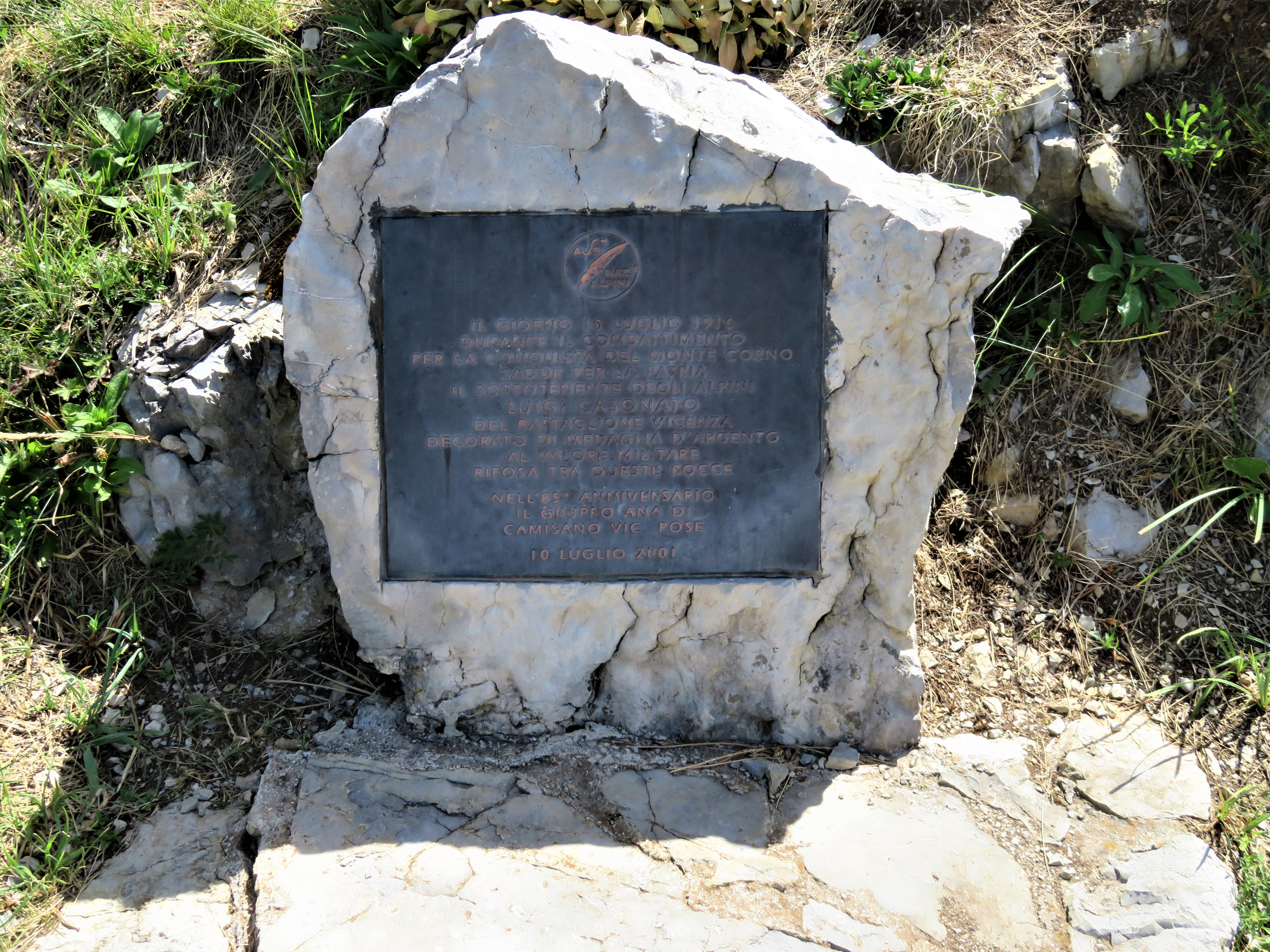
Monumento al sottotenente degli alpini Luigi Casonato, caduto sul Monte Corno Battisti il 10 luglio 1916.

La Battaglia del Monte Corno fu una serie di eventi bellici della prima guerra mondiale sul monte allora noto come Corno di Vallarsa, una cima del massiccio del Pasubio, nel gruppo delle Prealpi Vicentine. Il monte fu teatro di due delle azioni più famose del conflitto: la cattura di Cesare Battisti e di Fabio Filzi e la conquista del monte stesso. Il monte dopo le vicende belliche venne ribattezzato Monte Corno Battisti. Per le azioni di guerra svoltesi tra il 1916 e il 1918 sul monte Corno furono assegnate quattro delle dodici medaglie d'oro al valor militare concesse a combattenti del Pasubio e menzionate con apposita targa sulla Strada degli Eroi.

## Eventi

### Cattura di Cesare Battisti e Fabio Filzi
Durante la Strafexpedition del maggio 1916 il monte, in territorio italiano, venne conquistato dalle truppe dell'Impero austro-ungarico. La presenza di Cesare Battisti sembra fosse nota agli austriaci solo da luglio, forse in seguito alla resa di due alpini che descrissero il loro comandante (Battisti) come un fanatico che li avrebbe mandati tutti a morire. Nell'attacco che si sapeva imminente, fu così dato ordine di catturare i militari italiani e i loro ufficiali.
La notte tra il 9 e il 10 luglio gli italiani tentarono un'offensiva per riconquistare il torrione che, per la sua posizione, permetteva di sorvegliare il Pasubio. Il battaglione di alpini Vicenza, guidato dal maggiore Carlo Frattola, conquistò la cima, ma i due battaglioni di fanteria 69° e 71° che avrebbero dovuto sostenere l'azione, a causa delle difficoltà del terreno non riuscirono a raggiungere la posizione. Durante gli scontri furono catturati il maggiore Frattola, Cesare Battisti, comandante la compagnia di marcia del Vicenza e Fabio Filzi.
Durante gli scontri cadde il sottotenente degli alpini Luigi Casonato, ricordato con un monumento posto dall'Associazione Nazionale Alpini sulla Selletta Battisti accanto alle steli di Battisti e Filzi.
Alla guida dell'azione, da parte delle truppe austriache, secondo alcune fonti, fu Bruno Franceschini, ma nel processo di Trento che si tenne già dal giorno successivo i responsabili della cattura risultarono il tenente Vinzenz Braun con i bersaglieri Alois Wohlmuth e Franz Strazligg. Venne confermato che fu il corpo dei k.k. Landesschützen ad operare l'arresto ma le circostanze del riconoscimento dei due irredentisti sono controverse. La presenza di Franceschini in quelle ore è dimostrata da varie fonti, e la figura del militare nato in Trentino e arruolato nell'esercito austro-ungarico fu oggetto immediatamente della propaganda di parte italiana e, in seguito, anche di quella di parte austriaca.
Entrambi gli irredentisti furono processati e condannati con giudizio statario alla pena di morte per alto tradimento, soli due giorni dopo la cattura, nel castello del Buonconsiglio a Trento.

### Conquista del monte il 10 maggio 1918
Sul monte Corno venne scavato un sistema di gallerie sotterranee per far saltare le posizioni nemiche in caso di necessità. Entrambi gli eserciti cercavano di ottenere informazioni da disertori e prigionieri e i comandi italiani progettarono di risalire la val Foxi da Raossi, per poter conquistare il monte nella notte fra il 9 e il 10 maggio.

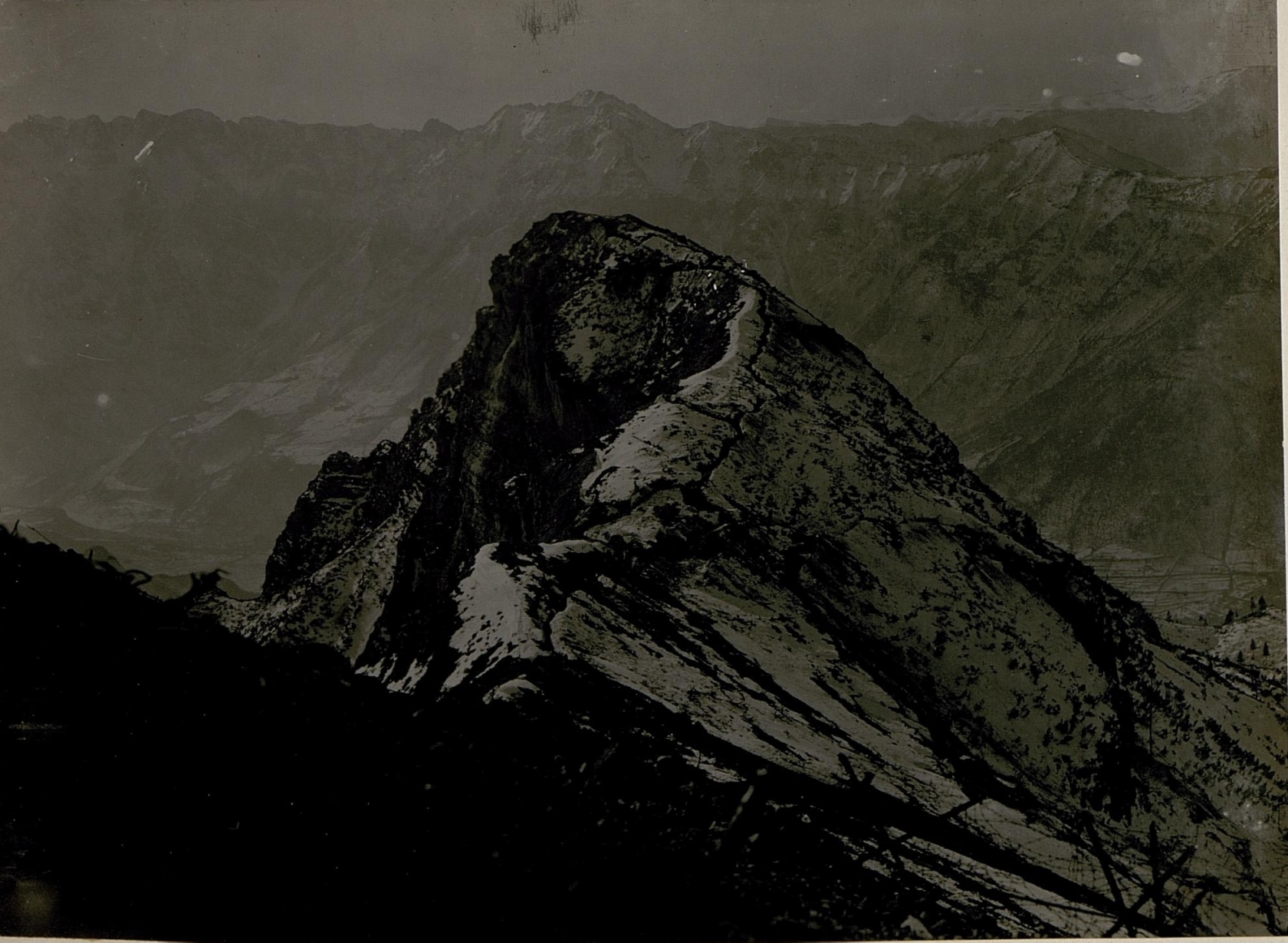
Il monte Corno da quota 1801 occupata dagli austro-ungarici

L'azione ebbe un successo iniziale provvisorio quando le truppe d'assalto italiane riuscirono a conquistare la vetta, malgrado fosse svanito lo sperato effetto sorpresa. La 2ª compagnia, del 3º reparto d'assalto della 1ª Armata ottenne quanto preventivato, ma il grosso delle forze di fanteria a causa di enormi difficoltà naturali e di un equipaggiamento troppo pesante, non fu in grado di sostenere i reparti sulla vetta conquistata al nemico. La selletta avrebbe dovuto essere circondata dagli italiani, ma questo non avvenne mai. Il sottotenente Fulvio Bottari si era portato alla testa di quattro plotoni di Arditi seguito in tutto da circa trenta uomini, tra i quali tre graduati. L'osservatorio sullo sperone del monte divenne italiano e le forze austriache contarono venti morti e numerosi feriti, mentre per le forze italiane le perdite furono molto più contenute. Le comunicazioni tra i reparti italiani non furono precise e a un certo punto si pensò anche che l'azione fosse fallita.
Nelle ore seguenti vari rinforzi (il primo dei quali, nella tarda mattinata dello stesso giorno 10, costituito da sette fanti superstiti di una pattuglia di una trentina di uomini, provenienti dal Corno Sinistro), poterono essere man mano inviati sulla cima del Monte Corno, nonostante i numerosi tentativi di contrattacco successivamente operati da parte degli Austriaci. Dei contrattacchi, avvenuti fra il 12 e il 15 maggio, si ha in particolare testimonianza in tre comunicati successivi del Comando Supremo, che confermano come le posizioni del Corno fossero comunque ormai stabilmente in mano italiana.
Durante uno di questi contrattacchi nemici, tuttavia, una pattuglia di una ventina di austriaci riuscì a infiltrarsi in una porzione delle postazioni. Sopraffatta l'unica vedetta, presente all'imboccatura della galleria che portava sullo sperone del Monte, ritenuta postazione poco utile alle difese e perciò parzialmente sguarnita, il nemico vi si rifugiò, rifiutando poi di arrendersi.

### Riconquista del Monte Corno il 13 maggio
Fu questa particolare postazione che venne poi ripresa, il 13 maggio, dal Tenente Carlo Sabatini, con un'azione quindi ben distinta da quella precedente che aveva riguardato la conquista dell'insieme delle postazioni del Corno Battisti. L'azione del Sabatini, resa urgente dall'annuncio di un imminente arrivo del Generale Badoglio alla base, fu preannunciata dal medesimo Sabatini ai Comandi, che poterono perciò seguirla con i binocoli. Essa implicò la scalata in pieno giorno di un tratto di parete del Corno, su un versante caratterizzato da rocce friabili, che tuttavia permetteva di non essere visti dalle vedette nemiche. L'elevata rischiosità e la visibilità di questo gesto concorsero a una quasi immediata decisione di attribuirvi un'alta onorificenza sul campo.
Avendo prima citato la motivazione della medaglia d'argento concessa al Sottotenente Bottari, è importante riportare quindi quella attribuita al Tenente Sabatini, in via definitiva, per la medaglia d'oro che gli venne conferita sul campo.

La motivazione recita: 
(Monte Corno, 13 maggio 1918)

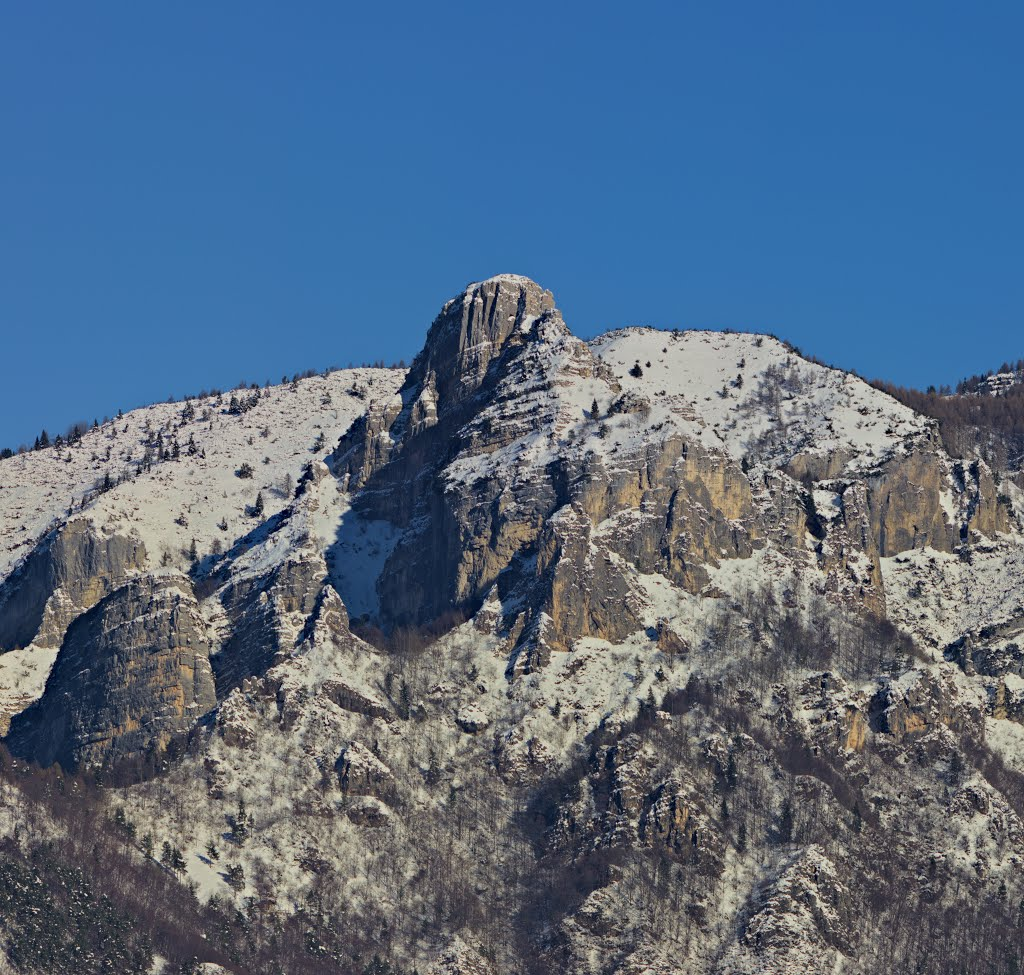
Corno Battisti, versante SE, da Obra

Dal diario dello stesso Sabatini si ricava una descrizione dell'azione:
La scalata ebbe successo. Le vedette vennero sorprese e sopraffatte, e così gran parte degli Austriaci che si erano asserragliati all'interno di alcune gallerie dell'osservatorio. Tuttavia dopo il primo assalto occorsero ancora cinque o sei ore affinché, grazie all'intervento di altri soldati, anche l'ultima resistenza venisse vinta.

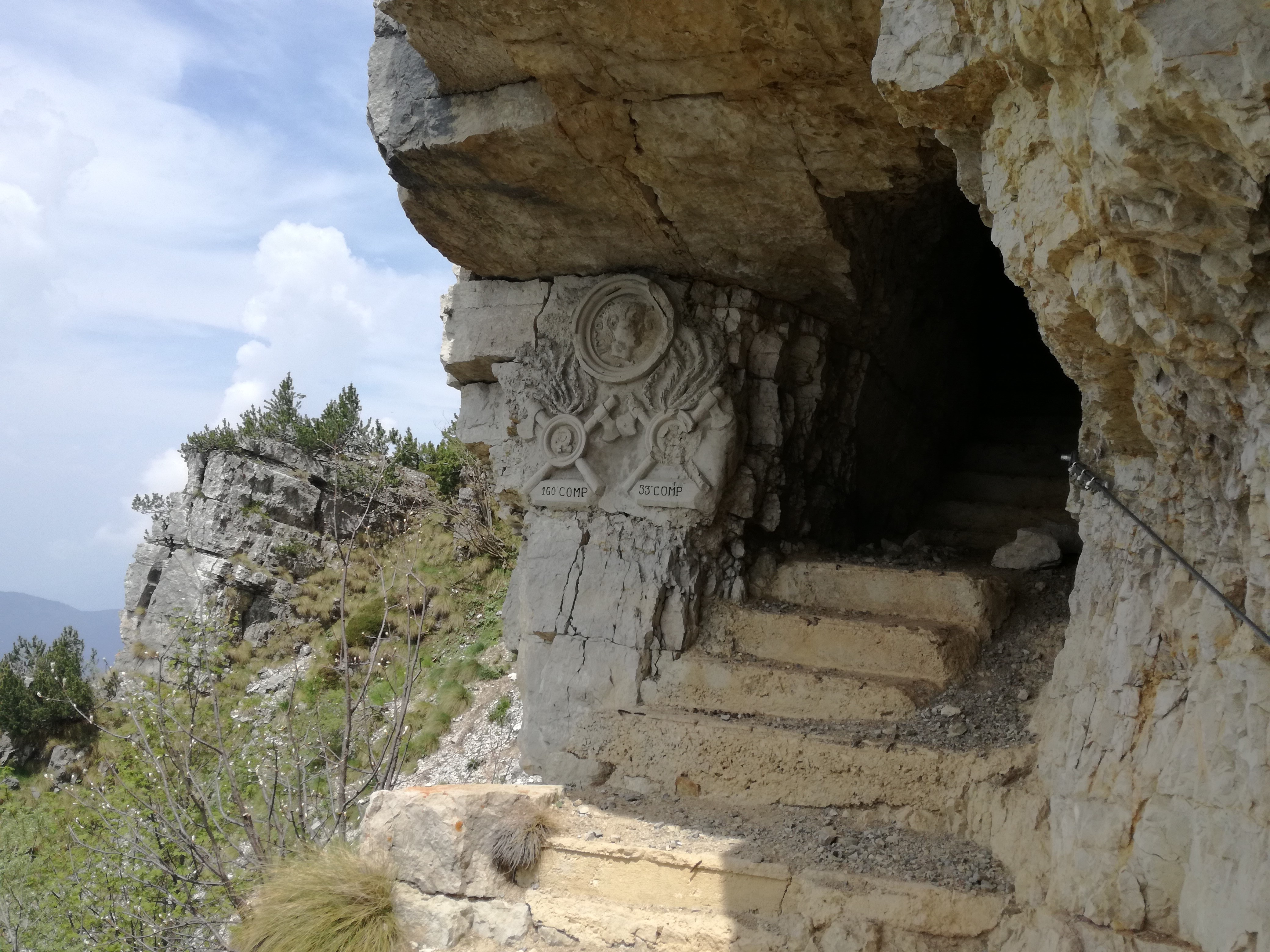
Fregio a ricordo della 33ª Compagnia Minatori e della 160ª Compagnia Zappatori all'inizio del sistema sotterraneo. Oggi parte della via ferrata Franco Galli

## Monte Corno: una posizione contesa sino alla fine delle ostilità
Le posizioni del Monte Corno furono successivamente oggetto di una continua contesa, durata sino all'ultimo giorno di guerra: nonostante periodi, anche lunghi, di apparente assenza di attività militari di rilievo, ma che comunque sono stati costantemente caratterizzati da numerosi tentativi di conquista o riconquista da parte austriaca, con alterne fortune. Le vicende belliche, che nel corso finale della Grande Guerra hanno interessato il Monte Corno Battisti e il maggiore o minore rilievo assegnabile all’una piuttosto che all'altra di queste vicende, non possono essere ben valutate, se non inquadrandole in una pur breve e sintetica cronistoria. Qui, per semplificare, faremo riferimento ai Comunicati che i Comandi Supremi dei diversi contendenti hanno avuto cura di emanare; e in particolare a quelli di parte italiana, pur consapevoli del loro livello di relativa approssimazione, della loro tempestività e grado di dettaglio, della deformazione dell'informazione in essi contenuta, che doveva tener conto fra l'altro degli effetti producibili sul morale dell'esercito e della popolazione (oltre che delle informazioni che si volevano o meno far avere al nemico). Alcune parziali integrazioni ai Comunicati fanno qui riferimento al lavoro di studiosi, o all'apporto di documenti e testimonianze che più recentemente sin son resi disponibili.
Dai testi dei Comunicati del Comando Supremo emergono comunque le azioni di maggior e più evidente rilievo militare, condotte dagli Italiani e dagli Austriaci nel corso della Grande Guerra, nel tentativo di conquistare una posizione, caratterizzata da un'importanza tattico-strategica di grande rilievo, per la possibilità che dava di tenere sotto controllo le linee del fronte che dalla Vallarsa risalivano al Pasubio, e oltre. Questi comunicati evidenziano innanzitutto come questa importanza sia stata sempre ben presente ad entrambi i contendenti, come è ben documentato dalla continuità della contesa che si svolse attorno a quella posizione. Di particolare rilievo ed evidenza, per tutto l'ultimo periodo del conflitto, è stato senz'altro il numero degli attacchi di significativa rilevanza che vi si concentrarono, condotti dagli Austriaci: ben quindici fra il mese di maggio e la fine di ottobre del 1918. Ciò a dimostrazione di come e al di là dei proclami il possesso del Monte Corno, italiano o austriaco che fosse, non venisse di fatto mai dato come qualcosa di definitivo, non più contendibile, da parte di nessuno.
L'Austria è costretta ad arretrare, abbandonando in Vallarsa i forti di Valmorbia e Montassone. Ma nel 1916 le truppe austro-ungariche passano all'offensiva (la Strafexpedition), cercando di sfondare sul Pasubio e sull'Altipiano dei Sette Comuni. La nuova linea del fronte ritorna a passare in Vallarsa, da Valmorbia al Monte Spil e di qui al Monte Corno (che viene preso), la Bocchetta della Val Foxi, verso il Monte Cosmagnon e il Pasubio. Il Monte Corno diventa posizione strategicamente rilevante come osservatorio austriaco, da cui si dominano le valli e le catene montuose circostanti. Di qui gli sforzi successivi, da parte italiana, per riconquistarlo, con azioni preliminari che portano alla conquista del Monte Trappola e di Cima Alta, antistante la vetta del Monte Corno.
In uno studio redatto in occasione di una mostra sulla Grande Guerra nella Valle dell'Adige, preparata per il 2016/17 dalla Biblioteca del Comune di Marano di Valpolicella, Roberta Andreatta chiarisce tuttavia che si tratta di due attacchi alla vetta del monte, portati fra le notti del 3 e del 4 luglio, entrambi tuttavia sventati dagli Austriaci.
Val qui la pena notare come in occasione di questa azione, non diversamente da quanto avverrà poi il 10 maggio del 1918, era previsto che la cima del Monte Corno venisse assalita sia da truppe capaci di sviluppare un attacco veloce (in questo caso gli alpini di Cesare Battisti), sia dalla fanteria con compiti di accerchiamento delle posizioni nemiche e di consolidamento. Il 10 luglio del 1916 il fallimento del programma e la cattura del Battisti e di Fabio Filzi, sono in gran parte addebitabili al mancato intervento, a causa di difficoltà di terreno riscontrate nella salita dalla Val Foxi, da parte appunto della fanteria. E come si è visto precedentemente, anche nell'azione del 10 maggio del '18 il mancato intervento della fanteria, pur esso programmato a seguire quello delle truppe d'assalto, ebbe un suo peso.
In questo periodo vengono rafforzate le posizioni raggiunte, fortificando il Monte Trappola sul versante prospiciente il Monte Corno e il Monte Spil, curando anche la realizzazione di mulattiere di raccordo e la costruzione di baraccamenti e depositi nelle retrovie. Andreatta fa notare che è a partire da allora che comincia ad affacciarsi nella mente degli alti comandi l'idea di minare e far saltare il Monte Corno, come unica o migliore soluzione da adottare.
Fra la fine del 1916 e i primi mesi del 1918, e in particolare con Caporetto, gli Austriaci rioccupano quindi stabilmente la vetta del Monte Corno, anche se la distinzione esistente fra Cima Italiana e Cima Austriaca, situate a “distanza di voce“, testimonia in pratica del succedersi di azioni di disturbo, di attacchi e contrattacchi di piccola entità, che l'archivio centrale non può registrare. Il lungo intervallo di tempo che si registra fra il comunicato del 13 ottobre 1916 e quello dell'11 maggio 1918, è caratterizzato da una, “… stabilizzazione del fronte nella bassa e media Vallarsa che richiese il mantenimento e il vettovagliamento di migliaia di soldati“(cit.). Ma va ricordato che l'inverno a cavallo del'16 e del'17 fu registrato come il più duro del secolo, con un innevamento abbondantissimo che causò numerose valanghe e migliaia di morti da ambo le parti. Tuttavia fra la fine del 1917 e l'inizio del'18, prima da parte Austriaca e poi da parte Italiana (questi ultimi risalendo le viscere della montagna dalla base, mediante una galleria elicoidale), si lavorò intensamente per realizzare un sistema di gallerie di mina e contromina sul Monte Corno. Tutte queste opere rimasero però inutilizzate, anche se quelle di parte italiana erano ormai avanzatissime, poiché si temette che da parte Austriaca si fosse in grado di anticipare i tempi del brillamento della contromina. Da una recente pubblicazione come "Guerra di mine", edita nel 2018 dalle Edizioni Guido Rossato e curata da Claudio Gattera e Alberto Bosa, e fondata su testimonianze e memorie originali di ufficiali della 33ª Compagnia Minatori del 5º Reggimento Genio, risulta più precisamente che i preparativi per il brillamento della mina italiana, di grande potenza distruttiva, furono completati entro il 9 Maggio 1918. Il tutto venne sospeso per la decisione di tentare invece la conquista diretta del monte.
Il 10 maggio 1918 si ha l'evento della conquista del Monte, cui abbiamo già dedicato ampio spazio. A seguire si ha un nutrito susseguirsi di Comunicati molto significativi.
In conclusione sembra di poter affermare che, dopo il 10 maggio 1918, giorno ufficialmente riconosciuto come quello della conquista del Monte Corno, secondo quanto affermato sia dai comunicati del Comando Supremo, sia dalla motivazione della medaglia d’argento concessa al Sottotenente Fulvio Bottari, il controllo completo italiano della posizione venga parzialmente meno nella notte compresa fra il giorno 11 e il 12 maggio; e ciò sino alla riconquista della vetta (servita da gallerie separate da quelle, sempre austriache, poste ad un livello inferiore), riconquista iniziata il pomeriggio del 13, ma conclusa solo nella prima mattina del 14. Curiosamente al Comunicato italiano del giorno 11, che segnala la conquista del Monte Corno, corrisponde un Comunicato di segno del tutto opposto da parte austriaca, che rivendica il permanere del proprio possesso del monte. A spiegazione di questa contraddizione si potrebbe qui azzardare una ipotesi: la rioccupazione da parte degli Austriaci della postazione della vetta del Monte Corno (l'osservatorio), avviene in realtà nella notte fra i giorni 10 e 11; e a causa dell'essere le truppe italiane asserragliate all'interno delle gallerie del livello inferiore, non comunicanti con quelle della vetta, non ci si accorse, se non più tardi, della presenza degli Austriaci, che avevano agito di sorpresa sopraffacendo l'unica sentinella di guardia all'ingresso. Quindi la segnalazione al proprio Comando sarebbe così avvenuta solo a Comunicato italiano già pubblicato, del giorno 11 Maggio. Più in generale, qualcosa di egualmente serio avvenne attorno al 27 luglio, quantomeno sotto il profilo puramente tattico, se non della durata della presenza austriaca, che fu probabilmente più limitata, comportando una solo parziale occupazione delle trincee. Più interessante è comunque quanto risulta dalle testimonianze riportate da Gattera e Bosa (op.cit), cioè che la vetta del Monte Corno fu oggetto di altri episodi che ne comportarono la perdita e la successiva rioccupazione. Ciò almeno sintantoché, verso la fine del mese di Luglio, non venne realizzato il completo collegamento dei diversi livelli di galleria italiane e austriache, compreso l'accesso alla vetta del monte dall'interno.
Risulta comunque evidente che i Comunicati dei Comandi Supremi non potevano restituire in tempo reale e in modo compiuto l'evolversi, spesso molto rapido, delle situazioni militari locali al fronte. Essi perciò non ne restituiscono neppure tutta la complessità e, in definitiva, tutta la verità che può essere invece riscoperta solo con un lavoro paziente di ricostruzione analitica dei fatti, su basi documentali.
In realtà, dall'insieme delle informazioni raccolte attraverso i Comunicati e da altri documenti e studi, ciò che emerge è l'immagine di una condizione di costante provvisorietà e precarietà, dovute probabilmente anche alla presenza, sino alla fine della guerra, sia di postazioni di mitragliatrici pesanti che di bombarde sulla quota 1801, mai conquistata dagli Italiani. Si trattò senz'altro di una vera "spina nel fianco", poiché da lì si dominavano le trincee della Selletta e del Corno, in aggiunta alla presenza di artiglierie austriache sul Monte Testo, oltre che degli acquartieramenti di truppe attorno alla non lontana Malga Zocchi.
Nel novembre del 1918, con la fine delle ostilità le truppe italiane che varcarono la Selletta raggiunsero quota 1801, trovandola abbandonata da poco dagli austriaci.
Un po' paradossalmente, sembrerebbe quasi di dover affermare che di conquista definitiva si debba parlare, come di cosa sancita solo a pace fatta. Restituendo in questo modo dignità e valore al di là del significato degli episodi salienti di cui si è detto e del nome dei loro protagonisti, a tutte le persone che, in modo più oscuro ed anonimo, ma egualmente indispensabile, hanno da entrambe le parti conteso continuamente quei luoghi, lasciandovi la vita, o rimanendo feriti e spesso invalidi, o riportando comunque tracce indelebili nella memoria, tracce, che si è cercato forse di dimenticare, di un periodo della propria giovanissima vita, che avrebbe potuto essere ben spesa anche in altro modo. Ma cercando comunque di non dimenticare, dove possibile uno per uno, tutti quei loro compagni che, sia il 10 maggio che il 13 maggio del 1918, hanno dato un contributo indispensabile per ottenere quei risultati, che sono anche collettivi, rimanendo tuttavia in gran parte anonimi.
Per questo è importante qui ricordare sulla base di documenti e testimonianze disponibili presso Il Museo di Rovereto, alcuni nomi dei partecipanti all'azione del 10 maggio, che in particolare affiancarono il Sottotenente Bottari nella conquista del Monte Corno, e che furono a suo tempo rintracciati: così come, del resto, sono già stati nominati alcuni di coloro che affiancarono il Sabatini nell'azione successiva. Citiamo quindi il Sottotenente Pietro Bastia (che morirà sul Basso Piave durante la Battaglia del solstizio), il Sottotenente Giovanni Comolli, l'Aiutante di Battaglia Enrico Levati, il Sergente Maggiore Vitalino Bertogliatti, il Capitano Maggiore Mario Mortari (gravemente ferito sul Monte Corno), il Caporale Carlo Conti, gli Arditi Luigi Pogliaghi, Eugenio Poiano, Umberto Antostini, Augusto Bragantino, Vincenzo Mannoja, Giuseppe Melotto e Antonio Inardi.

## Controversia storica
La scoperta di nuovi documenti, il riesame di archivi e memorie anche famigliari, il confronto con quanto pubblicato o di dominio comune ha permesso a partire dagli ultimi decenni del XX secolo la riconsiderazione di alcune ricostruzioni storiche.
Sotto il profilo militare la conquista del Monte Corno nel maggio del 1918 fu importante perché la posizione permetteva agli austriaci di controllare i movimenti delle truppe italiane e quindi di indirizzare in modo più preciso il tiro delle proprie artiglierie. Sul piano simbolico era rilevante perché due anni prima vi erano stati catturati Cesare Battisti e Fabio Filzi.
Alcune delle versioni di parte italiana sulla conquista del maggio 1918 propongono la data del 13 mentre altre le giornate del 12 e del 13. Versioni austriache parlano di due date distinte, cioè 11 e 18 maggio.
Anche nella motivazione della medaglia d'oro al valor militare assegnata all'ufficiale degli Arditi Carlo Sabatini, a cui si accredita il merito dell'azione di conquista del monte, è riportata la data del 13 maggio.
Nell'autunno del 2014 è stata tuttavia depositata presso l'archivio del Museo storico italiano della guerra di Rovereto una documentazione in possesso della famiglia del sottotenente Fulvio Bottari, un altro ufficiale degli Arditi, a suo tempo prodotta a sostegno di un ricorso presentato agli organi competenti, ricorso accolto favorevolmente e sancito dal Regio Decreto del 2 giugno 1921 con modifica della motivazione della succitata medaglia del Ten. Sabatini, ove viene soppresso il passaggio, “… pose piede per primo sulla insidiosa e inaccessibile vetta di Monte Corno.”. Sia la revisione della motivazione, sia la documentazione di cui si è detto, stabiliscono in via definitiva il ruolo importante rivestito dal sottotenente Bottari, che alla testa di un piccolo gruppo di arditi conquistò Monte Corno alcuni giorni prima di quanto ritenuto.

L'azione e la data devono infatti essere anticipate, e da riferirsi al giorno 10 maggio 1918. A conferma valgono - oltre i resoconti di corrispondenti dal fronte di vari giornali del tempo, o quanto illustrato da riviste popolari dell'epoca - sia la motivazione della medaglia d'argento assegnata al Sottotenente Bottari 
(Monte Corno, 10 maggio 1918)
 sia il Comunicato dello Stato Maggiore dell'11 maggio, firmato da Armando Diaz - che recita:
(A. Diaz)
Importante infine il rapporto contenuto nelle Notizie Militari (Complemento al Notiziario Giornaliero), a cura del Comando Supremo-Ufficio Operazioni e in data 31 maggio 1918, con un resoconto dettagliato di quanto accadde fra il giorno 9 e il giorno 13.